# Mazerolles (Pyrénées-Atlantiques)
Mazerolles (im örtlichen gaskognischen Dialekt Béarnais Maseròlas) ist eine französische Gemeinde mit 1188 Einwohnern (Stand 1. Januar 2022) im Département Pyrénées-Atlantiques in der Region Nouvelle-Aquitaine.

## Geografie
Die Gemeinde Mazerolles liegt am Fluss Luy de Béarn, etwa 20 Kilometer nördlich von Pau, der Präfektur des Départements Pyrénées-Atlantiques. Neben der Hauptsiedlung gehören zu Mazerolles die Weiler Manaut, Matibet, Mounat, Péguilhet und Poey. Die Nachbargemeinden sind Larreule im Norden, Momas und Aubin im Osten, Viellenave-d’Arthez im Süden, Cescau im Südwesten, Boumourt im Westen sowie Uzan im Nordwesten.

## Geschichte
Mazerolles gehörte zur Grafschaft Bigorre und war 1385 Mazerolles Teil der Bailliage von Pau. Die Ortschaft war der Abtei von Larreule unterordnet.

### Bevölkerungsentwicklung
| 1962 | 1968 | 1975 | 1982 | 1990 | 1999 | 2006 | 2007 |
| ---- | ---- | ---- | ---- | ---- | ---- | ---- | ---- |
| 450  | 442  | 453  | 522  | 643  | 749  | 891  | 913  |

## Infrastruktur
Es gibt eine Primarschule in Mazerolles.

## Sehenswürdigkeiten
Die Bastide ist auf das 13. Jahrhundert datiert. Einige Bauernhöfe aus dem 18. und dem 19. Jahrhundert sind heute offiziell als historische Monumente anerkannt. Die Kirche Saint-Martin stammt aus dem 19. Jahrhundert. Ein Kriegerdenkmal für die Gefallenen im Ersten Weltkrieg ist ebenfalls als Monument historique klassifiziert.

## Partnerschaften
Mazerolles ist eine Partnergemeinde von Rosenau im Département Haut-Rhin.